# Jeanne L. Noble
Jeanne L. Noble (* 18. Juli 1926 in Albany, Georgia; † 17. Oktober 2002 in New York City) war eine US-amerikanische römisch-katholische Theologin.

## Leben
Sie studierte an der Howard University und an der Columbia University. Noble lehrte als Hochschullehrerin römisch-katholische Theologie an der New York University. 1984 unterzeichnete sie die Kampagne A Catholic Statement on Pluralism and Abortion, die in der Zeitung New York Times erschien.

## Werke (Auswahl)

### Bücher
- The Negro Woman's College Education, 1956
- Beautiful, Also, Are the Souls of My Black Sisters

## Alben
- gemeinsam mit Roscoe Lee Browne, Roses and Revolutions

## Preise und Auszeichnungen (Auswahl)
- regionaler Emmy Award für die in der Region ausgestrahlte WCBS-Sendung The Learning Experience